# Astronaut (film)
Astronaut (v originále The Astronaut Farmer) je americký dramatický film z roku 2006. Režisérem filmu je Michael Polish a hlavních rolí si zahráli Billy Bob Thornton, Virginia Madsen, Bruce Dern, Max Thieriot a Bruce Willis.

## Obsazení
| Billy Bob Thornton | Charles Farmer   |
| Virginia Madsen    | Audrey Farmer    |
| Max Thieriot       | Shepard Farmer   |
| Jasper Polish      | Stanley Farmer   |
| Logan Polish       | Sunshine Farmer  |
| Bruce Willis       | Doug Masterson   |
| Bruce Dern         | Hal              |
| Mark Polish        | agent Mathis     |
| Jon Gries          | agent Killbourne |
| Tim Blake Nelson   | Kevin Munchak    |
| J. K. Simmons      | Jacobson         |